# Gachnang
Gachnang, in der ostschweizerdeutschen Ortsmundart Gòòchlinge, ist eine politische Gemeinde und ein Kirchdorf im Schweizer Kanton Thurgau. Die politische Gemeinde, die zum Bezirk Frauenfeld gehört, besteht aus den Ortschaften Gachnang, Islikon, Kefikon, Niederwil mit den Weilern Strass und Bethelhausen sowie Oberwil mit Rosenhuben. Sie gehört zur Agglomeration Frauenfeld.
Die Ortsgemeinde Gachnang bildete bis 1997 mit denjenigen von Kefikon, Islikon, Niederwil, Oberwil und Gerlikon die Munizipalgemeinde Gachnang. Gerlikon und die von der Ortsgemeinde Oberwil abgetrennten Ortsteile Zelgli und Schönenhof wurden 1998 in die Einheitsgemeinde Frauenfeld integriert.

## Geschichte

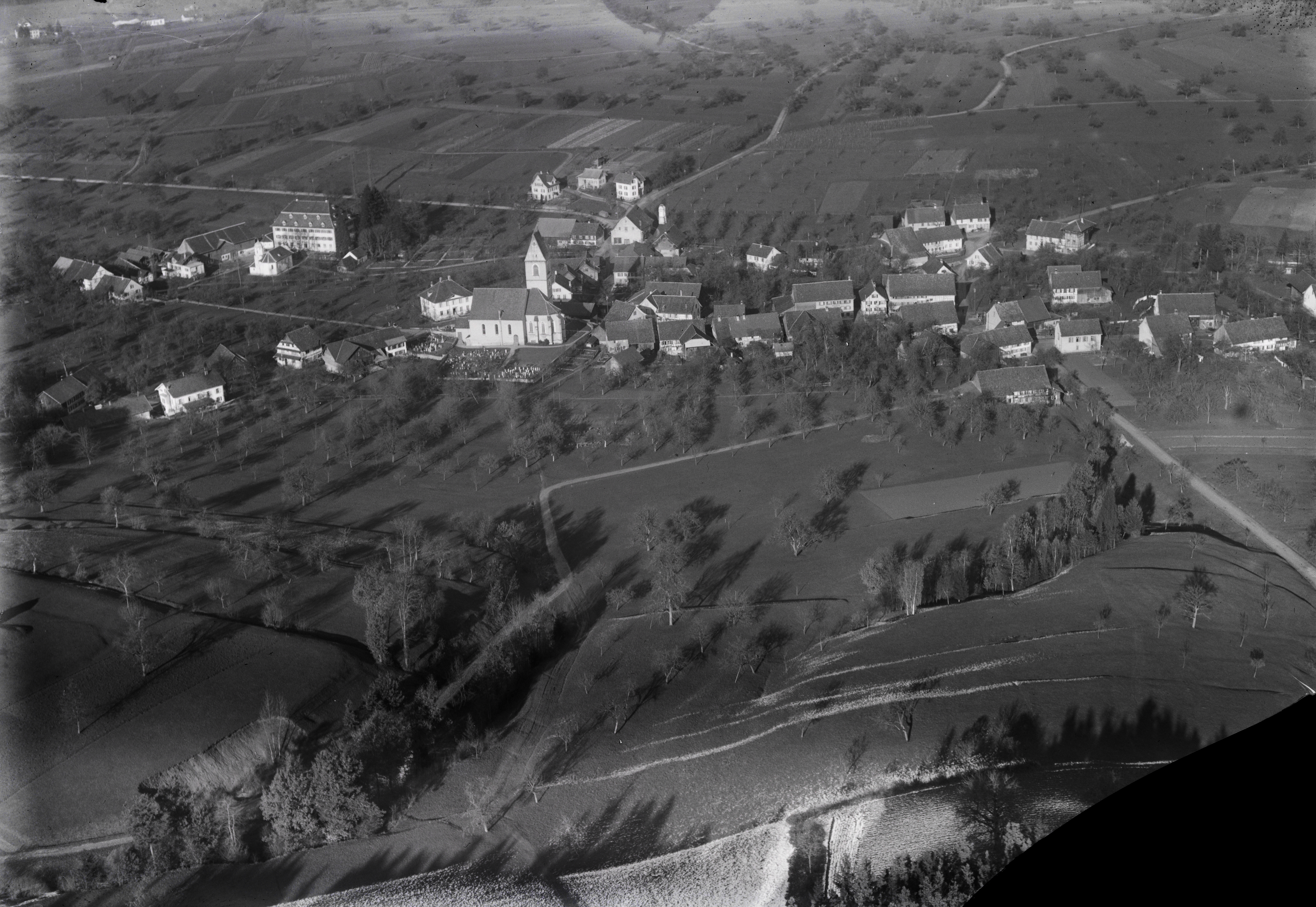
Gachnang im Jahr 1923

Vom Egelsee nördlich von Niederwil stammen bedeutende urgeschichtliche Funde aus der Pfyner Kultur.

→ siehe Abschnitt Vorrömische Zeit im Artikel Niederwil TG
Die erste schriftliche Erwähnung von Gachnang datiert aus dem Jahre 889 als Kachanang, als König Arnulf seinem Getreuen Diethelm einen Hof in Gachnang mit zehn herrschaftlichen Huben schenkte. Der Ortsname ist alemannischer Herkunft. Das Vorderglied geht entweder auf althochdeutsch gāhi ‘steil’ oder auf den Personennamen Gacho zurück, das Hinterglied ist althochdeutsch wang ‘Feld, Au, Wiese, Hang’. Dies mundartliche Form Gòòchlinge zeigt eine jüngere Umbildung nach dem Vorbild der verbreiteten -ingen-Namen; sie findet sich erstmals 1526 als Gachling bezeugt.
Ab dem 11. Jahrhundert befand sich Gachnang im Besitz des Klosters Reichenau. Die Herren von Gachnang verwalteten als Kyburger und später auch Reichenauer Ministerialen die Herrschaft Gachnang von ihrer abgegangenen Burg Alt-Gachnang bzw. dem Meierhof Meiersberg aus. 1417 kam die Herrschaft an die Herren von Schinen, die vor 1500 am heutigen Standort Neu-Gachnang errichteten. 1562 gelangte sie an Kaspar Ludwig von Heidenheim, 1587 an Hektor von Beroldingen und 1623 ans Kloster Einsiedeln. Bei diesem blieb die niedere Gerichtsbarkeit bis 1798. Die älteste erhaltene Offnung datiert von 1430.
Die Kirchgemeinde Gachnang bestand wohl bereits vor 1000 und umfasste eine Reihe von Ortschaften auf Thurgauer und Zürcher Gebiet, darunter bis 1651 bzw. 1874 auch die Filialen Ellikon an der Thur und Gerlikon. Der Bau der Kirche erfolgte vor dem 13. Jahrhundert. Mitten durch die Pfarrgemeinde verlief ab 1427 die Hoheitsgrenze zwischen den Grafschaften Kyburg und Thurgau, die heute die Kantonsgrenze zwischen den Kantonen Zürich und Thurgau bildet. 1528 trat die ganze Gemeinde zur Reformation über. Im Jahre 1610 führte eine Religionsauseinandersetzung in Gachnang, der Gachnangerhandel, beinahe zu einem Krieg zwischen Zürich und den im Thurgau mitregierenden katholischen Orten. Im Gefolge des Gachnangerhandels von 1610 wurde die Pfarrei geteilt, und die 1587 gebaute katholische Schlosskapelle wurde Pfarrkirche. Die Kollatur lag beim Kloster Reichenau bzw. beim Bischof von Konstanz.
Das von der Landwirtschaft geprägte Dorf dehnte sich lange nur wenig über die mittelalterlichen Zentren um Kirche und Schloss aus. Erst seit der Mitte des 20. Jahrhunderts ist Gachnang als typische Wohngemeinde über die Tegelbachsenke hinausgewachsen. Ab 1916 brachte die Mosterei das Schloss zu neuer Blüte.
→ Siehe auch Abschnitte Geschichte in den Artikeln Islikon TG, Kefikon und Niederwil TG

## Wappen
Blasonierung: In Weiss ein aufrechtes rotes Einhorn.
Die damalige Ortsgemeinde Gachnang übernahm als Gemeindewappen das Wappen der reichenauischen Ministerialen von Gachnang. Die Farben erinnern an die Zugehörigkeit zum Kloster Reichenau.
Nachdem 1998 aus der ehemaligen Munizipalgemeinde Gachnang die politische Gemeinde gebildet worden war, führte die neue Gemeinde zunächst kein Wappen mehr.

## Bevölkerung
| Die zur Anzeige dieser Grafik verwendete Erweiterung wurde dauerhaft deaktiviert. Wir arbeiten aktuell daran, diese und weitere betroffene Grafiken auf ein neues Format umzustellen. (Mehr dazu) |

|                     | 1850  | 1870  | 1900  | 1950  | 1990  | 2000  | 2010  | 2018  | 2023   |
| ------------------- | ----- | ----- | ----- | ----- | ----- | ----- | ----- | ----- | ------ |
| Politische Gemeinde |       |       |       |       |       | 2906  | 3423  | 4347  | 4585   |
| Munizipalgemeinde   | 1456  |       | 1368  | 1694  | 3038  |       |       |       |        |
| Ortsgemeinde        |       | 343   | 280   | 350   | 694   |       |       |       |        |
| Quelle              | [ 6 ] | [ 6 ] | [ 6 ] | [ 6 ] | [ 6 ] | [ 7 ] | [ 7 ] | [ 7 ] | [ 11 ] |

Von den insgesamt 4585 Einwohnern der Gemeinde Gachnang am 31. Dezember 2023 waren 717 bzw. 15,6 % ausländische Staatsbürger. 1763 (38,5 %) waren evangelisch-reformiert und 1024 (22,3 %) römisch-katholisch. Die Ortschaft Gachnang zählte zu diesem Zeitpunkt 1519 Bewohner.

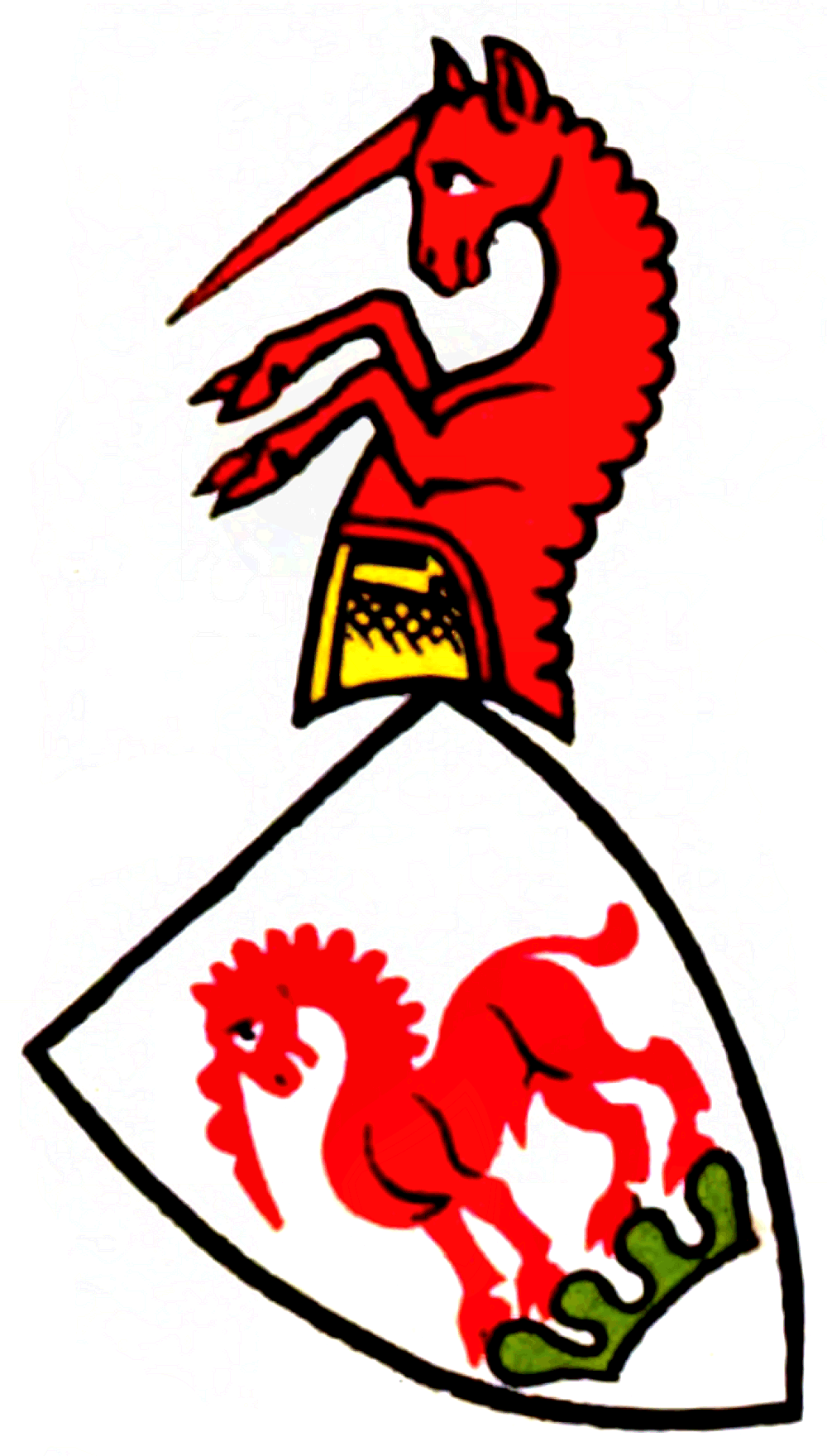
Wappen der Herren von Gachnang in der Zürcher Wappenrolle, ca. 1340

## Wirtschaft
Im Jahr 2016 bot Gachnang 1091 Personen Arbeit (umgerechnet auf Vollzeitstellen). Davon waren 5,0 % in der Land- und Forstwirtschaft, 40,3 % in Industrie, Gewerbe und Bau sowie 54,8 % im Dienstleistungssektor tätig.

## Verkehr
Gachnang liegt zwischen den beiden Autobahnen A1 und A7 und verfügt daher über eine hervorragende Verkehrsanbindung. Durch den von der Thurbo bedienten Bahnhof Islikon an der Bahnlinie von Winterthur nach Frauenfeld und verschiedene Buslinien ist das Gemeindegebiet auch gut durch den öffentlichen Verkehr erschlossen.

## Sehenswürdigkeiten
Unter Denkmalschutz steht die reformierte Dorfkirche St. Pankratius.

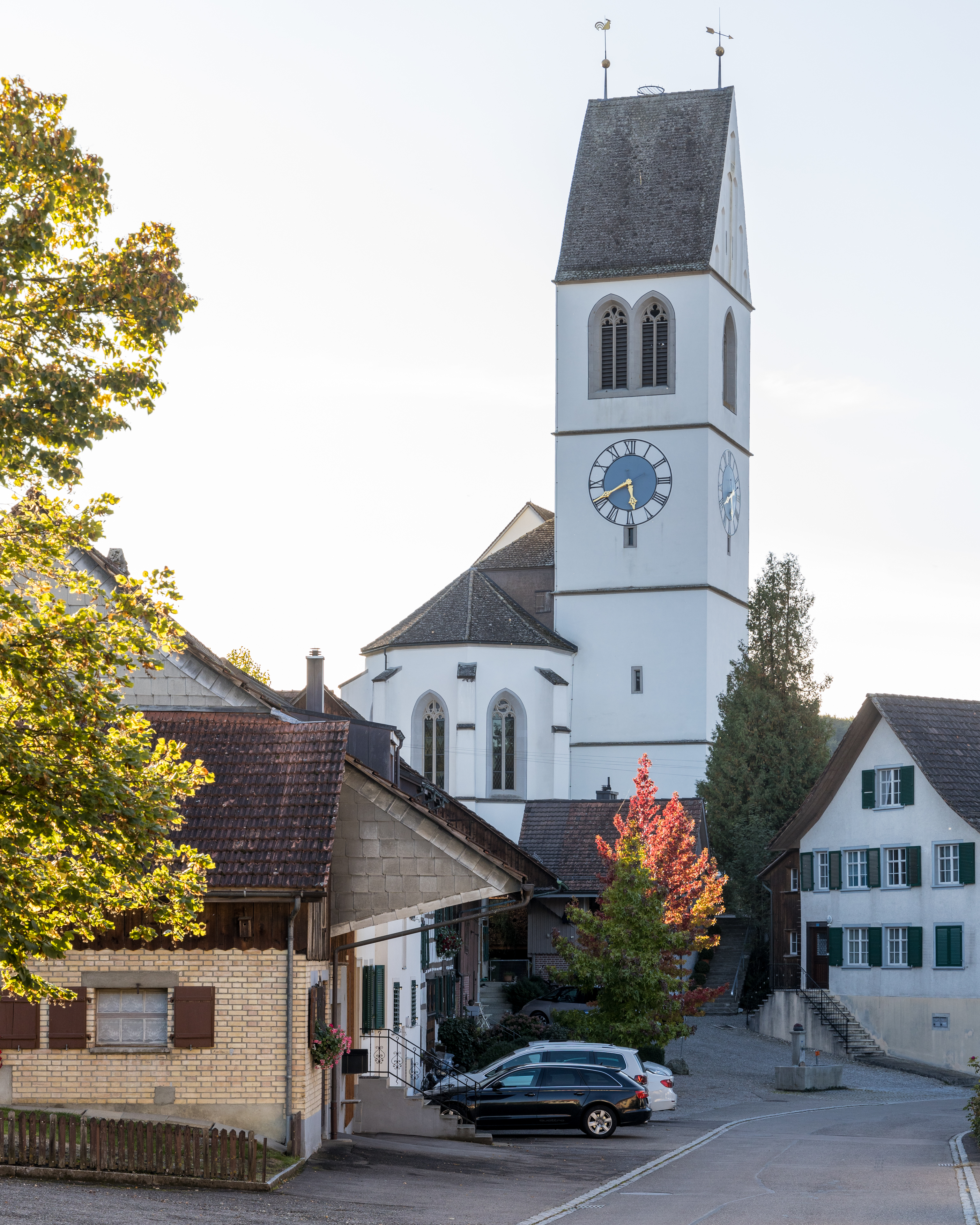
Reformierte Kirche
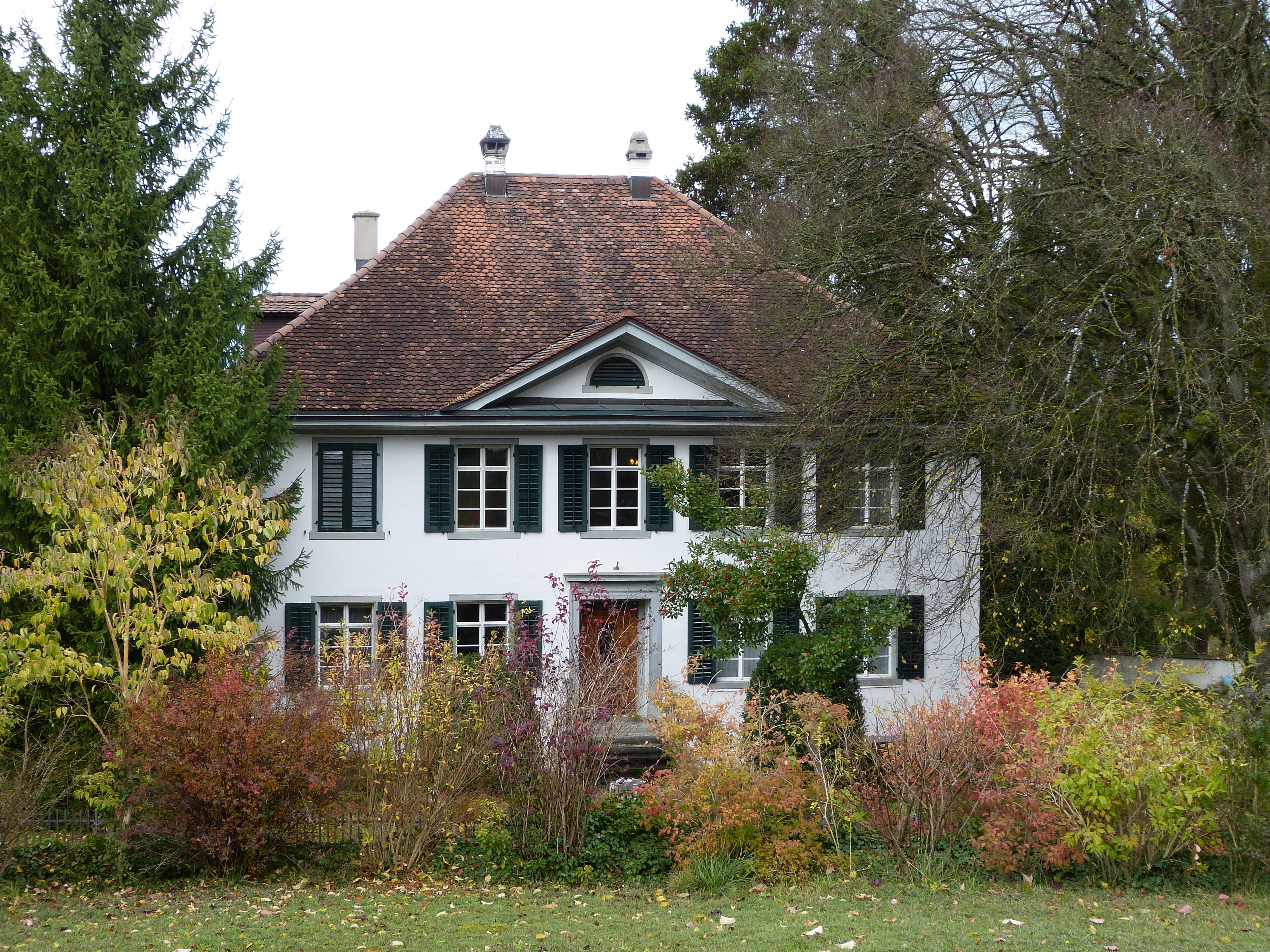
Reformiertes Pfarrhaus
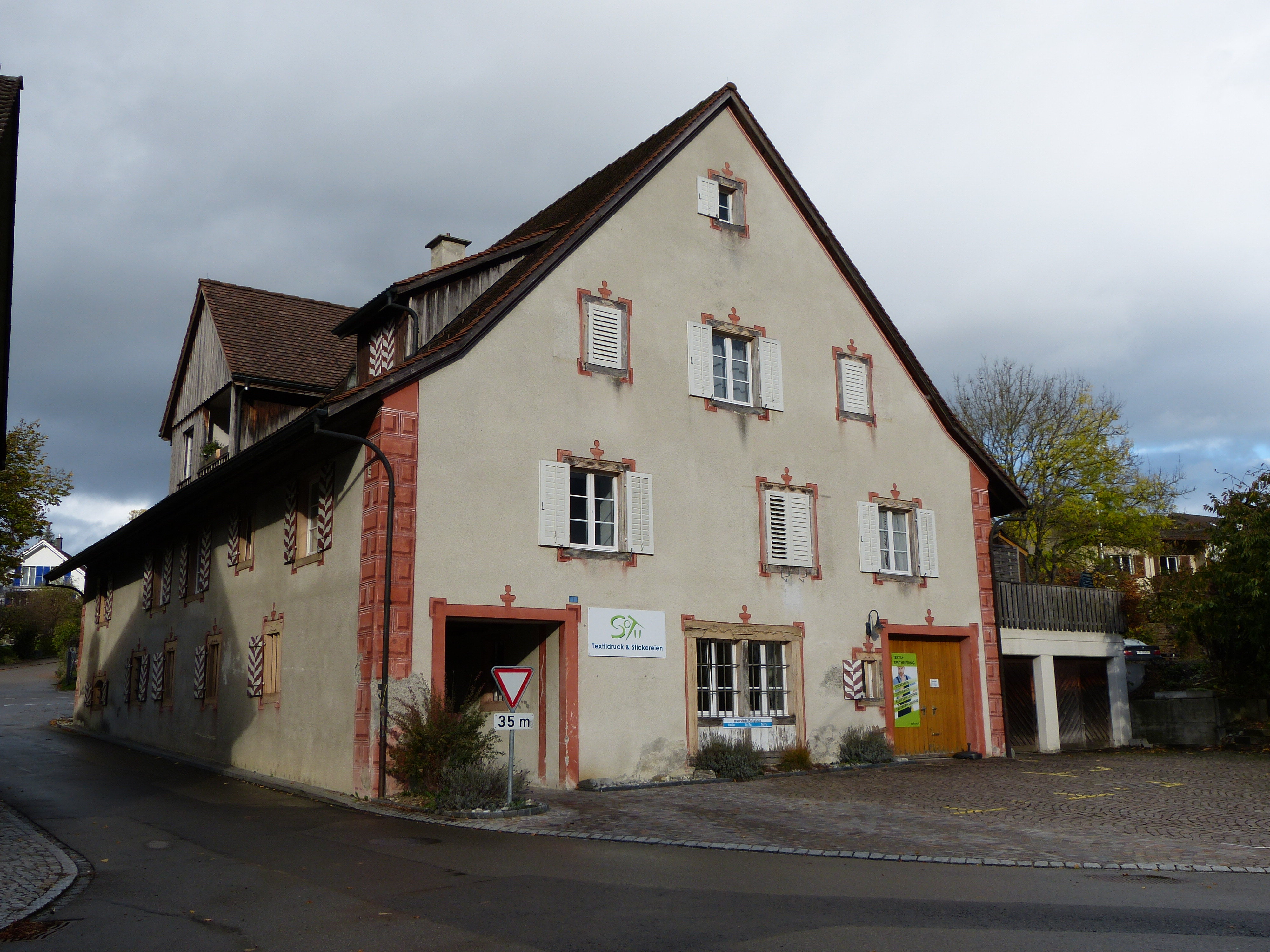
Ehemalige Trotte
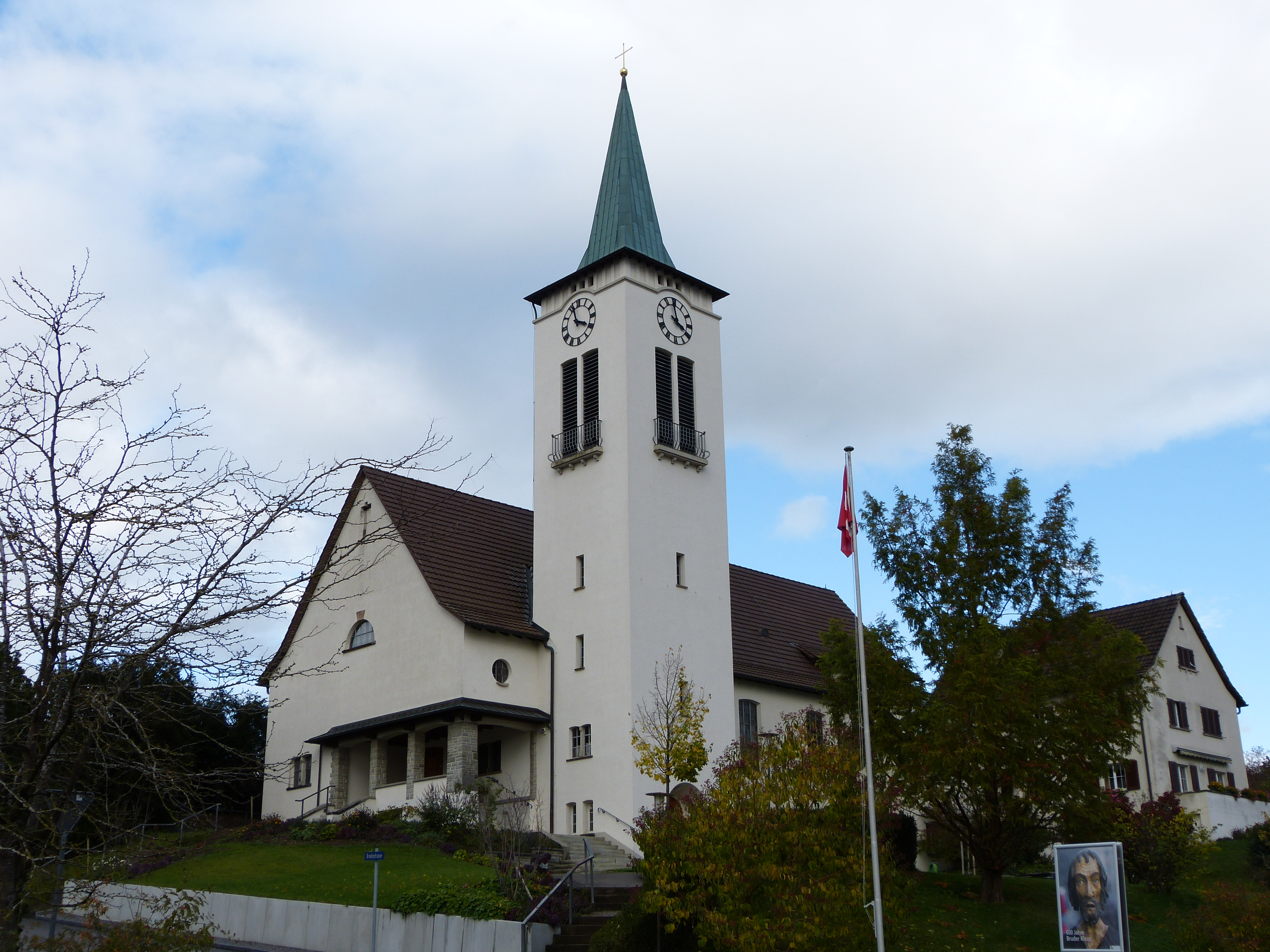
Katholische Kirche Bruder Klaus mit Pfarrhaus

## Persönlichkeiten
- Rudolf Hanhart (1780–1856), reformierter Pfarrer im Ort
- Johann Ludwig Sulzberger (1815–1882), reformierter Pfarrer und Historiker
- Huldreich Sulzberger (1819–1888), reformierter Pfarrer und Historiker
- Konrad Schrämmli (1865–1925), Politiker
- Josef Kälin (1903–1965), Schweizer Zoologe, Gründer und erster Direktor des Instituts der Görres-Gesellschaft für interdisziplinäre Forschung
- Ruedi Heim (* 1967), katholischer Bischofsvikar im Bistum Basel
- Pascal Cerrone (* 1981), Fussballer beim FC St. Gallen